# Cookin’ on 3 Burners
A Cookin’ on 3 Burners egy ausztrál funk trió, mely Melbourne-ból származik. A triót Jake Mason, Dan West és Ivan Khatchocan alkotják. Eddigi leghíresebb daluk a 2009-ben megjelent This Girl, melynek 2016-os remixe, melyet a francia Dj Kungs vitt sikerre. A dal Németországban, Franciaországban, Belgiumban, Magyarországon, Lettországban 1. helyezett, míg Skóciában és az Egyesült Királyságban 2. helyezést ért el a slágerlistákon.

## Tagok
- Jake Mason – Hammond orgona (1997–napjainkig)
- Lance Ferguson – gitár (1997–1999, 2001–2013)
- Ivan Khatchoyan – dobok (1997–napjainkig)
- Dan West – gitár (2013–napjainkig)
- Matt Kirsch – gitár (2000–2001)

## Története

### Korai megjelenések, eredeti felállás
A Cookin’ on 3 Burners trió 1997-ben alakult, úgy mint Jake Mason, mint orgonista, Lance Ferguson gitáros, és Ivan Khatchoxan mint dobos. 2000-ben megjelent Steamed Up című instrumentális albumok a Newmarket Records kiadónál. Az albumon Matt Kirsch gitározott. 2002-ben megjelent első kislemezük Gravel Rash / Pie Warmer címmel, majd 2005-ben aláírtak egy szerződést az ausztrál Knowfoowl Records kiadóval, és az angol Freestyle Records kiadóval is.

### Baked, Broiled & Fried (2007)
A csapat első albuma 2007-ben jelent meg a Knowfoowl Records kiadásában. Az albumon 13 dal szerepelt, melyen 11 hangszeres és vokális dal kapott helyet. A vokális részeket Kylie Auldist és Fallon Williams énekelte. Az album egyik átdolgozása a The Gorillaz Feel Good Inc. című dala, mely szintén népszerű lett a rajongók körében.

### Soul Messin (2009)
2009-ben megjelent a trió 2. albuma Soul Messin címmel. Az albumon szerepelt Gary Numan dala a Cars, illetve az eredeti This Girl című, melyben Kylie Auldist vokálozott. A 2016-ban megjelent remixben melyet Kungs készített el, szintén Auldist énekel. A 2016-os változat 1. helyezés volt számos országban.

### Blind Bet (2014)
2014-ben a trió kiadta 3. stúdióalbumát Blind Bet címmel, melyen olyan művészek is szerepelnek többek között, mint Daniel Merriweather, Harry Angus, Kylie Auldist, Jason Heerah, illetve a Cruel Sea frontembere Tex Perkins is.

### The Writing On The Wall" (2015)
Ebben az évben a csapat közreműködött Tex Perkins kislemezén a The Writing On The Wall-on, majd a csapat új irányzatot vett azáltal, hogy elkezdett dolgozni az ausztrál hiphopelőadóval Mantrával, akivel hiphop, és funk - elektro hangzást vittek bele új dalaikba, és mixeikbe.

### This Girl (2016)
2016-ban a csapat együttműködött a francia producerrel Kungs-szal, aki átdolgozta a This Girl című dalt, mely eredetileg 2009-ben jelent meg a trió Soul Messin című albumán, és egy limitál 7 inches kislemezen is kiadták. Az új verzió 2016 február 28-án jelent meg a House of Barclay címke alatt. A dal több országban listavezető lett.

## Diszkográfia

### Stúdióalbumok
| Cím                    | Megjelenések információk                                                                     |
| ---------------------- | -------------------------------------------------------------------------------------------- |
| Baked, Broiled & Fried | - Megjelent: 2007. október 1. - Formátum: CD, LP digital download - Label: Freestyle Records |
| Soul Messin'           | - Megjelent: 2009. június 29. - Formátum: CD, LP digital download - Label: COTB Direct       |
| Blind Bet              | - Megjelent: 2014. június 20. - Formátum: CD, LP digital download - Label: Freestyle Records |

### Élő album
| Cím                         | Megjelenések információk                                                              |
| --------------------------- | ------------------------------------------------------------------------------------- |
| Brunswick St Breakdown Live | - Megjelent: 2007. november 27. - Formátum: CD, digital download - Label: COTB Direct |

### Extended változatok
| Cím  | Megjelenések információk                                                                  |
| ---- | ----------------------------------------------------------------------------------------- |
| Cars | - Megjelent: 2009. június 29. - Formátum: CD, digital download - Label: Freestyle Records |

### Kislemezek
| Év   | Cím                                                                     | Legmagasabb helyezés | Legmagasabb helyezés | Legmagasabb helyezés | Legmagasabb helyezés | Legmagasabb helyezés | Legmagasabb helyezés | Legmagasabb helyezés | Legmagasabb helyezés | Legmagasabb helyezés | Legmagasabb helyezés | Díjak, elismerések                                               | Album                    |
| Év   | Cím                                                                     | [ 12 ]               | [ 13 ]               | [ 14 ]               | [ 15 ]               | [ 16 ]               | [ 17 ]               | [ 18 ]               | [ 19 ]               | [ 20 ]               | [ 21 ]               | Díjak, elismerések                                               | Album                    |
| ---- | ----------------------------------------------------------------------- | -------------------- | -------------------- | -------------------- | -------------------- | -------------------- | -------------------- | -------------------- | -------------------- | -------------------- | -------------------- | ---------------------------------------------------------------- | ------------------------ |
| 2006 | "Keb's Bucket"                                                          | —                    | —                    | —                    | —                    | —                    | —                    | —                    | —                    | —                    | —                    |                                                                  | Baked, Broiled and Fried |
| 2007 | "Cook It"                                                               | —                    | —                    | —                    | —                    | —                    | —                    | —                    | —                    | —                    | —                    |                                                                  | Baked, Broiled and Fried |
| 2009 | "This Girl" (featuring Kylie Auldist)                                   | —                    | —                    | —                    | —                    | —                    | —                    | —                    | —                    | —                    | —                    |                                                                  | Soul Messin'             |
| 2014 | "Mind Made Up" (featuring Kylie Auldist)                                | —                    | —                    | —                    | —                    | —                    | —                    | —                    | —                    | —                    | —                    |                                                                  | Blind Bet                |
| 2014 | "Losin' Streak" (featuring Daniel Merriweather)                         | —                    | —                    | —                    | —                    | —                    | —                    | —                    | —                    | —                    | —                    |                                                                  | Blind Bet                |
| 2016 | "This Girl" (Kungs vs. Cookin’ on 3 Burners)                            | 17                   | 2                    | 9                    | 1                    | 1                    | 3                    | 20                   | 8                    | 8                    | 2                    | - ARIA: Platina - SNEP: Gyémánt - BPI: Platina - IFPI DEN: Arany | Layers                   |
| 2016 | "Mind Made Up" (Lenno vs. Cookin’ on 3 Burners featuring Kylie Auldist) | —                    | —                    | —                    | —                    | —                    | —                    | —                    | —                    | —                    | —                    |                                                                  | ?                        |